# Don Fleming
Donald Gen "Don" Fleming (nacido el 25 de septiembre de 1957 en Valdosta, Georgia) es un músico americano, más conocido por ser el líder de The Velvet Monkeys, B.AL.L. Y Gumball.

## Carrera

### Bandas

#### The Stroke Band
Fleming Empezó su carrera musical con el grupo de arte/garaje/punk The Stroke Band de Adel, Georgia en los últimos años de la década de los 70. Publicaron un álbum, Green and Yellow, en 1978 con Ábacus Records

#### Citizen 23
Después de The Stroke Band, Don se trasladó a Norfolk, Virginia en 1979 y formó el grupo punk/New wave Citizen 23 con Elaine Barnes, Mark Myers y Stephen Soles. Su única producción fue el álbum de recopilación No Room to Dance de 1980.

#### The Velvet Monkeys
Citizen 23 se separó a principios de 1981; todos los miembros excepto Mark Mayers se trasladaron a Washington D. C. poco después y formaron la banda de tres miembros de estilo post-punk psicodélico The Velvet Monkeys en el otoño de 1981. La banda presentaba en su formación a Fleming en la guitarra y voces, Barnes en los teclados y voces, Stephen Soles en el bajo, y una caja de ritmos llamada Dr. Rhythm proporcionaba el ritmo. The Velvet Monkeys tendrían muchas formaciones durante los siguientes 10 años, con Fleming como factor constante en todas las versiones. En julio de 1982 la banda lanzó su debut - Everything is Right - en cinta magnetofónica. Este álbum fue relanzado en CD en 2011.
Después de operar con su caja de ritmos para un baterista real (Jay "The rummager" Spiegel) en 1981 y del cambio a un nuevo bajista (Charles Steck) a principios de 1982, la banda comenzó a crecer a través de actuaciones en el área de Washington D.C. y la Costa Este. Esta formación lanzó el álbum Future on Fountain con Youth Records en 1983.
En 1985, expulsó a todos los miembros menos a Spiegel y a sí mismo, Fleming trajo al guitarrista Malcolm Riviera del grupo Grand Mal de Washington D.C. y al bajista Rob Kennedy, exintegrante de The Chumps de Washington D.C y The Workdogs de la ciudad de Nueva York. La banda ahora se alejó de sus raíces synth-pop por completo y se convirtió en una especie de teatro de glam / trash rock que incluía espectáculos de luces, máquinas de humo, lucha libre en vivo con el público, e incluso instrumentos de libre play-back.
En 1988, The Monkeys se habían transformado en una banda de full rock que vivía en algún lugar entre Spinal Tap y The Stooges. Ocasionalmente hacían giras y se fusionaban con Half Japanese de Maryland; la banda continuó su espiral descendente (¿en ascenso?) hacia el rock 'n' roll suicide a finales de los años 80. Fleming y Spiegel eventualmente se trasladaron a Nueva York, donde se unieron con el bajista Mark Kramer, ex Shockabilly y promotor del sello Shimmy Disc y con el batería David Licht para formar B.A.L.L. Después de la agria desaparición del grupo, el trío Fleming, Riviera y Spiegel se reunió para formar la siguiente repetición de The Velvet Monkeys. Fleming amplió la banda con celebridades indies tales como John Hammill (de Pussy Galore), Thurston Moore, J Mascis, y Julia Cafritz. Este supergrupo grabó el último álbum de la formación, una banda sonora parodia llamada Rake, que rinde homenaje a la película de Blaxploitation de la década de los 70, Shaft.
La banda nunca ha roto oficialmente, y Fleming continúa trabajando para reactivar el grupo en el momento adecuado. Así una serie de grabaciones encontró su camino hacia los discos y CDs a través de la década de 1990.

#### Dinosaur Jr.
Después de que el grupo de Fleming y Spiegel, B.A.L.L., se separara en 1990, el dúo Dinosaur Jr. se unió brevemente y lanzó "The Wagon" un 45 rv en el sello Sub Pop.  Los dos dejaron Dinosaur Jr. poco después de la publicación del sencillo.

#### Gumball
En 1990 Jay Spiegel se acercó a su amigo Eric Vermillion, un miembro de Camp Hill, PA's The Stump Wizards, para tocar con él y con Fleming. Vermilion aceptó y posteriormente dejó The Stump Wizards. Después de menos de una semana de ensayos, el nuevo trío tocó en su primer espectáculo y así nació Gumball. Su primer lanzamiento vino apenas un poco después: un EP de 12 pulgadas epónimo en Paperhouse Records/Sire Records en Inglaterra. En 1991 la banda publicó el álbum Special Kiss, también en Paperhouse Records, y se embarcó en una gira con Mudhoney, Sonic Youth, y otras bandas indies americanas similares de los primeros 90.
En 1991, Gumball firmó un contrato para dos álbumes con Columbia Records y volvió a entrar en el estudio para grabar su debut en un sello importante, Super Tasty. Las sesiones fueron hechas en Wisconsin con el productor Butch Vig (quién más tarde dirigiría el debut de Nirvana, Nevermind, en un sello importante). A pesar de que Gumball grabó Super Tasty como trío, el cuarto miembro (y colaborador musical durante largo tiempo) Malcolm Riviera se unió a la banda poco después de la publicación del álbum, y en 1993 el cuarteto hizo una gira por los EE. UU., Europa, y Japón en apoyo del álbum. Gumball lanzó su segundo álbum para Columbia, Revolution on Ice, en 1994 y publicó el álbum en directo Tokyo Encore en su propio sello. A principios de 1995, la banda decidió separarse en lugar de fichar por otro sello.

#### Otras Bandas
Fleming fue también miembro de las bandas Dim Stars, Death Camp 2000, Half Japanese, Tabby Chinos, Idlewild, y Gravy. También ha hecho muchas apariciones como invitado tanto en vivo como en estudio con Brain Surgeons, Shotgun Rationale, Jad Feria, Los Straitjackets, Maureen Tucker, Steriod Maximus  (Foetus), Tinklers, y Walking Seeds.

### Trabajo en solitario
Don ha publicado grabaciones en su propio sello, Instant Mayhem, y en algunos otros: Don Fleming 4 (un EP de 4 canciones con Fleming y los artistas Kim Gordon, Julia Cafritz y R. Stevie Moore); Super Bad @ 65 (álbum de recopilación publicado por Zero Hour Records); el EP en solitario jojo ASS RUNne; Because Tomorrow Comes, un CD-3 en solitario; el corte "Adam's Fall" en el álbum de recopilación 78 LTD (Thick Syrup Records); Telstar, presentando a Thurston Moore & Fleming; la canción "Sound as Steel" en el CD Guitarrorists (Núm. 6 Records); y el sencillo en solitario "Real Cool Time" (Iridiscence Records).

### Proyectos de música
Don ha tocado en muchos proyectos de música durante su carrera: Foot con Thurston Moore y Jimbo (aka Jim Dunbar); The Walter Sears con Tom Smith, Thurston Moore, Steve Shelley, Sean Lennon, Jim Dunbar y Rat Bastard; The Backbeat Band (un supergrupo que grabó toda la música para la película Backbeat, la cual se centra en los primeros años de la carrera de The Beatles); The Dripping Tap, una colaboración con R. Stevie Moore; Wylde Ratttz (banda que se construyó alrededor del guitarrista Ron Asheton para suministrar pistas Stoogesque para la película Velvet Goldmine); Rockin'ham (un tema NASCAR de la banda); Dee/Don (Fleming más Dee Pop, batería de Bush Tetras); y Badge (con A.J. Lambert en las voces/guitarra/teclados, Fran Azzarto en la batería, Bil Emmons haciendo programación, y Matt Azzarto en la guitarra).

### Productor
Fleming es también ampliamente conocido como productor discográfico. Ha grabado y producido artistas como Sonic Youth, Hole, Tennage Fanclub, The Posies, Alice Cooper, Andrew W.K., The Dictators, Joan Jett, Nancy Sinatra, Screaming Trees, The Smithereens, Pete Yorn, Bruce Joyner & The Reconstruction, Hifiklub, Joe Hurley, Jenni Muldaur, To Live and Shave in L.A., Richard Hell, Jad Feria, Triple Fast Action, Swish, Steels Miners, Ann Magnuson, Free Kitten, Rudolph Grey, STP (presentando a Julia Cafritz de Pussy Galore), Action Swingers y muchos otros.

## Otros Proyectos
Con el proyecto Global Jukebox, Fleming es director ejecutivo de la Association for Cultural Equity donde ha trabajado desde 1995 en la conservación y publicación de la colección musical de Alan Lomax.

## Discografía
(Nota: Los álbumes de The Velvet Monkeys, B.A.L.L. y Gumball no están incluidos en la lista siguiente).

### Solo
- Because Tomorrow Comes, 7, 1996
- jojo ASS RUNne CD (All instr, producer) God Bless Records 98
- Because Tomorrow Comes CD-3
- "Real Cool Time" b/w "What Can I Do?," Monopoly 12" Blue Vinyl Iridescence 86
- Don Fleming 4, CD, 2011 Thick Syrup Records

### Con bandas
Foot
- Foot CD Godbless 10-98
- Jeg Gelder Meg Til Ur 2000 CD Compilation "Armageddon" Universal 99

Walter Sears
- Walter Sears - Fringe Benefits, 1999

Gravy
- Gravy- After That It's All Gravy

Thurston Moore & Don Fleming
- Telstar 7" silver glitter vinyl w/ postcard Via Satellite Recordings 4/97

The Backbeat Band
- Backbeat Music from the Motion Picture CD, LP, CS Virgin Records 94
- Please Mr. Postman CD-3 Virgin 94
- Money CD-3 Virgin 94

Idlewild
- Delicacy & Nourishment Vol. 3 performing "Third Month March" CD Comp ESD 92

Tom Smith/Don Fleming
- Gin Blossoms CD-5, 7" Seminal Twang 91

Dinosaur Jr
- Green Mind, 1991

Citizen 23
- No Room to Dance Compilation LP includes "American Neutron", Twilight Zone" Blue Wave 1980

The Stroke Band
- Green and Yellow LP Abacus Records 1978